# David Pastrňák
David Pastrňák, född 25 maj 1996 i Havířov, är en tjeckisk professionell ishockeyspelare som spelar för Boston Bruins i National Hockey League och för det tjeckiska landslaget.
Han valdes av Boston Bruins i den första rundan som 25:e spelare totalt i NHL Entry Draft 2014. Den 15 juli 2014 skrev Pastrňák på ett entry level-kontrakt med Bruins.

## Biografi
Pastrňák föddes i Tjecken och är son till ishockeyspelaren Milan Pastrňák och Marcela Pastrňáková. Han har ett syskon, brodern Jakub Pastrňák.
Pastrňák växte upp kring ishockeyplanen eftersom fadern var ishockeytränare. Fadern uppmuntrade honom och påtalade vikten av träning och hårt arbete. Han avled i cancer 2013 och Pastrňák uppfostrades därefter av modern.
Pastrňák har varit tillsammans med svenskfödda Rebecca Rohlsson (född 1995) sedan 2018.
Paret fick en son i juni 2021, men denne avled sex dagar senare. I juni 2023 fick paret en dotter, Freya Ivy.

## Karriär
Under säsongen 2011/2012 ledde Pastrňák den tjeckiska U-18-ligan i antal mål (41) och poäng (68). Han valdes som nummer 25 i 2014 års NHL-draft av Boston Bruins, och den 15 juli samma år skrev han under ett treårigt ingångskontrakt.
Pastrňák deltog i Bostons Bruins träningsläger på försäsongen 2014/2015 men blev nedflyttad till Providence Bruins, Boston Bruins farmarlag i American Hockey League (AHL), den 7 oktober 2014. Han gjorde sin NHL-debut med Boston den 24 november och fick 7:53 minuters speltid i en match där de förlorade med 3–2 i övertid mot Pittsburgh Penguins. Pastrňáks två första mål i NHL-karriären gjorde han på Ray Emery den 10 januari 2015 i en 3–1-vinst mot Philadelphia Flyers. Den 29 mars blev Pastrňák den yngsta spelaren i Bostons historia att göra ett spelavgörande mål, detta på övertid mot Carolina Hurricanes. Mot slutet av säsongen var han en av två spelare som blev valda i draften 2014 som spelat fler än 40 matcher i NHL under säsongen 2014/2015, och ledde lagets offensiv tillsammans med rookien Ryan Spooner under de sista 20 matcherna av säsongen.
Under Bostons ordinarie säsong 2015/2016 på hemmaplan mot Penguins den 24 februari 2016 blev Pastrňák den yngsta spelaren i klubbens historia att göra mål på straffslag, som blev deras första mål i 5–1-vinsten mot Pittsburgh Penguins. Hans popularitet i Boston har lett till att Bostons fans har gett honom smeknamnet “Pasta”. Den 28 oktober 2016 blev Pastrňák avstängd två matcher för olaglig tackling mot huvudet på New York Rangers-backen Daniel Girardi. Säsongen National Hockey League 2016/2017 vann han den interna poängligan, då han gjorde 34 mål och totalt 70 poäng. Dessutom gjorde han två mål och fyra poäng för laget under Stanley Cup-slutspelet säsongen 2017.
Efter säsongen 2017 gick Pastrňáks kontrakt ut, och den 14 september 2017 signerade Bruins honom på en sex års kontraktsförlängning värd 40 miljoner dollar och 6,7 miljoner dollar årligen.

### Internationellt spel
Pastrňák har representerat det tjeckiska landslaget på alla nivåer och har lett den interna poängligan flera gånger. Han vann brons i Ivan Hlinkas minnesturnering 2013, och 2014 vann han silver i U18-världsmästerskapet. År 2016 blev han uttagen till det tjeckiska landslaget för första gången, det året kom Tjeckien på femte plats i Världsmästerskapet i hockey. Efter Boston Bruins förlust mot Tampa Bay Lightning, i andra omgången i slutspelet i Stanley Cup 2018, blev Pastrňák inbjuden att delta i världsmästerskapet Världsmästerskapet i hockey 2018. Den 26 maj 2024 tog Pastřńak VM-guld med sitt Tjeckien genom att göra det avgörande 1–0-målet i finalen mot Schweiz.

## Statistik

### Ordinarie säsong och slutspel
| 2011–2012  | AZ Havířov        | CZE.3      | 2   | 0   | 0   | 0   | 0   | 2  | 0  | 0  | 0  | 0  |
| 2012–2013  | Södertälje SK     | J20        | 36  | 12  | 17  | 29  | 67  | 4  | 2  | 2  | 4  | 10 |
| 2012–2013  | Södertälje SK     | Allsv      | 11  | 2   | 1   | 3   | 0   | 5  | 0  | 0  | 0  | 0  |
| 2013–2014  | Södertälje SK     | J20        | 1   | 1   | 1   | 2   | 0   | 2  | 0  | 0  | 0  | 0  |
| 2013–2014  | Södertälje SK     | Allsv      | 36  | 8   | 16  | 24  | 24  | —  | —  | —  | —  | —  |
| 2014–2015  | Providence Bruins | AHL        | 25  | 11  | 17  | 28  | 12  | 3  | 0  | 0  | 0  | 0  |
| 2014–2015  | Boston Bruins     | NHL        | 46  | 10  | 17  | 27  | 8   | —  | —  | —  | —  | —  |
| 2015–2016  | Boston Bruins     | NHL        | 51  | 15  | 11  | 26  | 20  | —  | —  | —  | —  | —  |
| 2015–2016  | Providence Bruins | AHL        | 3   | 1   | 3   | 4   | 2   | —  | —  | —  | —  | —  |
| 2016–2017  | Boston Bruins     | NHL        | 75  | 34  | 36  | 70  | 34  | 6  | 2  | 2  | 4  | 6  |
| 2017–2018  | Boston Bruins     | NHL        | 82  | 35  | 45  | 80  | 37  | 12 | 6  | 14 | 20 | 8  |
| 2018–2019  | Boston Bruins     | NHL        | 66  | 38  | 43  | 81  | 32  | 24 | 9  | 10 | 19 | 4  |
| 2019–2020  | Boston Bruins     | NHL        | 70  | 48  | 47  | 95  | 40  | 10 | 3  | 7  | 10 | 2  |
| NHL totalt | NHL totalt        | NHL totalt | 390 | 180 | 199 | 379 | 171 | 52 | 20 | 33 | 53 | 20 |

### Internationellt
| År            | Lag           | Mästerskap    | Resultat      |    | GP | G  | A  | Pts | PIM |
| ------------- | ------------- | ------------- | ------------- | -- | -- | -- | -- | --- | --- |
| 2012          | Tjeckien      | U17           | 8:a           | 5  | 0  | 1  | 1  | 0   |     |
| 2013          | Tjeckien      | IH18          |               | 4  | 2  | 2  | 4  | 2   |     |
| 2013          | Tjeckien      | WJC18         | 7:a           | 5  | 1  | 1  | 2  | 4   |     |
| 2014          | Tjeckien      | WJC18         |               | 7  | 0  | 5  | 5  | 2   |     |
| 2014          | Tjeckien      | WJC           | 6:a           | 5  | 1  | 2  | 3  | 0   |     |
| 2015          | Tjeckien      | WJC           | 6:a           | 5  | 1  | 6  | 7  | 4   |     |
| 2016          | Tjeckien      | WJC           | 5:a           | 4  | 1  | 3  | 4  | 0   |     |
| 2016          | Tjeckien      | WC            | 5:a           | 8  | 1  | 5  | 6  | 4   |     |
| 2016          | Tjeckien      | WCH           | 6:a           | 3  | 0  | 0  | 0  | 0   |     |
| 2017          | Tjeckien      | WC            | 7:a           | 8  | 1  | 6  | 7  | 4   |     |
| 2018          | Tjeckien      | WC            | 7:a           | 5  | 4  | 2  | 6  | 0   |     |
| Junior totalt | Junior totalt | Junior totalt | Junior totalt | 35 | 6  | 20 | 26 | 12  |     |
| Senior totalt | Senior totalt | Senior totalt | Senior totalt | 24 | 6  | 13 | 19 | 8   |     |

## Priser, utmärkelser och rekord
| Pris                                                    | År                      |                         |
| Tjeckien under-18 Ligan                                 | Tjeckien under-18 Ligan | Tjeckien under-18 Ligan |
| ------------------------------------------------------- | ----------------------- | ----------------------- |
| Mest mål                                                | 2012                    |                         |
| Mest matchvinnande mål                                  | 2012                    | [ 17 ]                  |
| Mest poäng                                              | 2012                    |                         |
| AHL                                                     |                         |                         |
| Måndadens rookie (Oktober)                              | 2015                    | [ 17 ]                  |
| AHL All-Star Game                                       | 2015                    | [ 17 ]                  |
| NHL                                                     |                         |                         |
| NHL All-Star Game                                       | 2019                    | [ 18 ]                  |
| NHL All-Star Skills Competition “Pricksäkerhet” Vinnare | 2019                    | [ 19 ]                  |
| Prince of Wales Trophy                                  | 2019                    |                         |
| Internationellt                                         |                         |                         |
| Ivan Hlinka Memorial Tournament bronsmedalj             | 2013                    |                         |
| IIHF World U18 Championship silvermedalj                | 2014                    |                         |
| IIHF World U20 Championship topp-3-spelare i laget      | 2015, 2016              |                         |
| Golden Hockey Stick                                     | 2017, 2018, 2019        | [ 20 ] [ 21 ] [ 22 ]    |
| IIHF World Championship topp-3-spelare i laget          | 2018                    |                         |
| Boston Bruins                                           |                         |                         |
| NESN Boston Bruins 7th Player Award                     | 2015, 2017              | [ 23 ] [ 24 ]           |

### Rekord

#### NHL
- Yngsta spelaren i NHL:s historia att göra sex poäng i en enda slutspelsmatch - 21 år och 324 dagar gammal.

#### Boston Bruins
- Yngste spelaren i lagets historia att göra ett matchavgörande mål i en ordinarie serie - 29 mars 2015.
- Yngste spelaren att göra mål på ett straffslag - 24 februari 2016.
- Yngste spelaren att göra 30 mål i ordinarie serien - 20 år och 291 dagar gammal.
- Flest mål i lagets historia före 23 års ålder.[25]
- Förste och ende spelaren i lagets historia att göra mer än 30 mål på en ordinarie säsong innan åldern av 23 år.[26]
- Förste och ende spelaren i Bruins historia att under en match göra lagets samtliga fyra mål. [27]

#### Czech Republic
- Yngste spelaren att vinna "Golden Stick Award"- 21 år och 27 dagar gammal.[28]